# UCI World Tour féminin 2019
Cet article concerne la compétition féminine. Pour la compétition masculine, voir UCI World Tour 2019.
Navigation
Édition précédente Édition suivante
L'UCI World Tour féminin 2019 est la 4e édition de l'UCI World Tour féminin, le niveau de course le plus élevé du cyclisme sur route féminin international. Le calendrier compte 23 courses, commençant le 9 mars avec les Strade Bianche en Italie et se terminant le 22 octobre avec le Tour du Guangxi en Chine.

## Barème
Le barème des points du classement World Tour pour le classement général est le même pour toutes les épreuves. Pour les courses à étapes, des points supplémentaires sont également accordés pour les victoires d'étapes et le port du maillot de leader du classement général :
| Position                  | 1er | 2e  | 3e  | 4e  | 5e | 6e | 7e | 8e | 9e | 10e | 11e | 12e | 13e | 14e | 15e | 16e à 30e | 31e à 40e |  |  |  |
| Classement général        | 200 | 150 | 125 | 100 | 85 | 70 | 60 | 50 | 40 | 35  | 30  | 25  | 20  | 15  | 10  | 5         | 3         |  |  |  |
| Étapes et demi-étapes     | 25  | 20  | 18  | 16  | 14 | 12 | 10 | 8  | 6  | 4   |     |     |     |     |     |           |           |  |  |  |
| Port du maillot de leader | 5   |     |     |     |    |    |    |    |    |     |     |     |     |     |     |           |           |  |  |  |

## Courses
| UCI Women's World Tour | UCI Women's World Tour | UCI Women's World Tour | UCI Women's World Tour                                   | UCI Women's World Tour | UCI Women's World Tour | UCI Women's World Tour | UCI Women's World Tour       | UCI Women's World Tour |
| Date                   | n°                     | Pays                   | Course                                                   | Vainqueur              | Deuxième               | Troisième              | Leader du classement général |                        |
| ---------------------- | ---------------------- | ---------------------- | -------------------------------------------------------- | ---------------------- | ---------------------- | ---------------------- | ---------------------------- | ---------------------- |
| 9 mars                 | 1                      | Italie                 | Strade Bianche                                           | Annemiek van Vleuten   | Annika Langvad         | Katarzyna Niewiadoma   | Annemiek van Vleuten         |                        |
| 17 mars                | 2                      | Pays-Bas               | Tour de Drenthe                                          | Marta Bastianelli      | Chantal Blaak          | Ellen van Dijk         | Marta Bastianelli            |                        |
| 24 mars                | 3                      | Italie                 | Trofeo Alfredo Binda-Comune di Cittiglio                 | Marianne Vos           | Amanda Spratt          | Cecilie Uttrup Ludwig  | Marta Bastianelli            |                        |
| 28 mars                | 4                      | Belgique               | Trois jours de La Panne                                  | Kirsten Wild           | Lorena Wiebes          | Lotte Kopecky          | Marta Bastianelli            |                        |
| 31 mars                | 5                      | Belgique               | Gand-Wevelgem                                            | Kirsten Wild           | Lorena Wiebes          | Letizia Paternoster    | Marta Bastianelli            |                        |
| 7 avr.                 | 6                      | Belgique               | Tour des Flandres                                        | Marta Bastianelli      | Annemiek van Vleuten   | Cecilie Uttrup Ludwig  | Marta Bastianelli            |                        |
| 21 avr.                | 7                      | Pays-Bas               | Amstel Gold Race                                         | Katarzyna Niewiadoma   | Annemiek van Vleuten   | Marianne Vos           | Marta Bastianelli            |                        |
| 24 avr.                | 8                      | Belgique               | Flèche wallonne                                          | Anna van der Breggen   | Annemiek van Vleuten   | Annika Langvad         | Marta Bastianelli            |                        |
| 28 avr.                | 9                      | Belgique               | Liège-Bastogne-Liège                                     | Annemiek van Vleuten   | Floortje Mackaij       | Demi Vollering         | Annemiek van Vleuten         |                        |
| 9 – 11 mai             | 10                     | Chine                  | Tour de l'île de Chongming                               | Lorena Wiebes          | Jutatip Maneephan      | Lotte Kopecky          | Annemiek van Vleuten         |                        |
| 16 – 18 mai            | 11                     | États-Unis             | Tour de Californie                                       | Anna van der Breggen   | Katie Hall             | Ashleigh Moolman       | Annemiek van Vleuten         |                        |
| 22 – 25 mai            | 12                     | Espagne                | Iurreta-Emakumeen Bira                                   | Elisa Longo Borghini   | Amanda Spratt          | Soraya Paladin         | Annemiek van Vleuten         |                        |
| 10 – 15 juin           | 13                     | Royaume-Uni            | Tour de Grande-Bretagne féminin                          | Lizzie Deignan         | Katarzyna Niewiadoma   | Amy Pieters            | Annemiek van Vleuten         |                        |
| 5 – 14 juill.          | 14                     | Italie                 | Tour d'Italie                                            | Annemiek van Vleuten   | Anna van der Breggen   | Amanda Spratt          | Annemiek van Vleuten         |                        |
| 19 juill.              | 15                     | France                 | La Course by Le Tour de France                           | Marianne Vos           | Leah Kirchmann         | Cecilie Uttrup Ludwig  | Annemiek van Vleuten         |                        |
| 3 août                 | 16                     | Royaume-Uni            | RideLondon-Classique                                     | Lorena Wiebes          | Elisa Balsamo          | Coryn Rivera           | Annemiek van Vleuten         |                        |
| 17 août                | 17                     | Suède                  | Contre-la-montre par équipes de l'Open de Suède Vårgårda | Trek-Segafredo         | Canyon-SRAM Racing     | Sunweb Women           | Annemiek van Vleuten         |                        |
| 18 août                | 18                     | Suède                  | Course en ligne de l'Open de Suède Vårgårda              | Marta Bastianelli      | Marianne Vos           | Lorena Wiebes          | Annemiek van Vleuten         |                        |
| 22 – 25 août           | 19                     | Norvège                | Tour de Norvège                                          | Marianne Vos           | Coryn Rivera           | Leah Kirchmann         | Marianne Vos                 |                        |
| 31 août                | 20                     | France                 | Grand Prix de Plouay                                     | Anna van der Breggen   | Coryn Rivera           | Amy Pieters            | Marianne Vos                 |                        |
| 3 – 8 sept.            | 21                     | Pays-Bas               | Simac Ladies Tour                                        | Christine Majerus      | Lorena Wiebes          | Lisa Klein             | Annemiek van Vleuten         |                        |
| 14 – 15 sept.          | 22                     | Espagne                | La Madrid Challenge by La Vuelta                         | Lisa Brennauer         | Lucinda Brand          | Pernille Mathiesen     | Annemiek van Vleuten         |                        |
| 22 oct.                | 23                     | Chine                  | Tour du Guangxi                                          | Chloe Hosking          | Alison Jackson         | Marianne Vos           | Marianne Vos                 |                        |

## Classements

### Classement individuel
| Classement par points | Classement par points | Classement par points | Classement par points | Classement par points |
| Coureuse              | Coureuse              | Pays                  | Équipe                | Points                |
| --------------------- | --------------------- | --------------------- | --------------------- | --------------------- |
| 1re                   | Marianne Vos          | Pays-Bas              | CCC-Liv               | 1592 pts              |
| 2e                    | Annemiek van Vleuten  | Pays-Bas              | Mitchelton-Scott      | 1467 pts              |
| 3e                    | Lorena Wiebes         | Pays-Bas              | Parkhotel Valkenburg  | 1302 pts              |
| 4e                    | Katarzyna Niewiadoma  | Pologne               | Canyon-SRAM Racing    | 1240 pts              |
| 5e                    | Anna van der Breggen  | Pays-Bas              | Boels Dolmans         | 1095 pts              |
| 6e                    | Marta Bastianelli     | Italie                | Virtu Cycling Women   | 1077 pts              |
| 7e                    | Amy Pieters           | Pays-Bas              | Boels Dolmans         | 841 pts               |
| 8e                    | Lucinda Brand         | Pays-Bas              | Sunweb                | 797 pts               |
| 9e                    | Christine Majerus     | Luxembourg            | Boels Dolmans         | 690 pts               |
| 10e                   | Amanda Spratt         | Australie             | Mitchelton-Scott      | 680 pts               |

### Classement des jeunes
| Classement du meilleur jeune | Classement du meilleur jeune | Classement du meilleur jeune | Classement du meilleur jeune       | Classement du meilleur jeune |
| Coureuse                     | Coureuse                     | Pays                         | Équipe                             | Points                       |
| ---------------------------- | ---------------------------- | ---------------------------- | ---------------------------------- | ---------------------------- |
| 1re                          | Lorena Wiebes                | Pays-Bas                     | Parkhotel Valkenburg               | 46 pts                       |
| 2e                           | Marta Cavalli                | Italie                       | Valcar Cylance                     | 42 pts                       |
| 3e                           | Sofia Bertizzolo             | Italie                       | Virtu Cycling Women                | 22 pts                       |
| 4e                           | Évita Muzic                  | France                       | FDJ-Nouvelle Aquitaine-Futuroscope | 22 pts                       |
| 5e                           | Elisa Balsamo                | Italie                       | Valcar Cylance                     | 20 pts                       |
| 6e                           | Juliette Labous              | France                       | Sunweb                             | 16 pts                       |
| 7e                           | Paula Patiño                 | Colombie                     | Movistar Team                      | 10 pts                       |
| 8e                           | Letizia Paternoster          | Italie                       | Trek-Segafredo                     | 10 pts                       |
| 9e                           | Liane Lippert                | Allemagne                    | Sunweb                             | 8 pts                        |
| 10e                          | Hanna Tserakh                | Biélorussie                  | Minsk Cycling Club                 | 6 pts                        |

### Classement par équipes
Le classement par équipes est calculé en additionnant les points des quatre meilleures coureuses de chaque équipe sur chaque course, ainsi que les points marqués lors du contre-la-montre par équipes de l'Open de Suède Vårgårda et du Tour de Norvège.
| Classement par équipes aux points | Classement par équipes aux points | Classement par équipes aux points | Classement par équipes aux points |
| Équipe                            | Équipe                            | Pays                              | Points                            |
| --------------------------------- | --------------------------------- | --------------------------------- | --------------------------------- |
| 1re                               | Boels Dolmans                     | Pays-Bas                          | 4045 pts                          |
| 2e                                | Sunweb Women                      | Pays-Bas                          | 2999 pts                          |
| 3e                                | Trek-Segafredo                    | États-Unis                        | 2547 pts                          |
| 4e                                | Mitchelton-Scott                  | Australie                         | 2517 pts                          |
| 5e                                | CCC-Liv                           | Pays-Bas                          | 2451 pts                          |
| 6e                                | Canyon-SRAM Racing                | Allemagne                         | 2215 pts                          |
| 7e                                | Parkhotel Valkenburg-Destil       | Pays-Bas                          | 2058 pts                          |
| 8e                                | Virtu Cycling Women               | Danemark                          | 1548 pts                          |
| 9e                                | WNT-Rotor Pro Cycling             | Allemagne                         | 1504 pts                          |
| 10e                               | Alé Cipollini                     | Italie                            | 1315 pts                          |